# 都城市立石山小学校
都城市立石山小学校（みやこのじょうしりつ いしやましょうがっこう）は、宮崎県都城市高城町石山にある公立の小学校。

## 概要
歴史
1874年（明治7年）に創立。現校名となったのは2006年（平成18年）。2024年（令和6年）に創立150周年を迎えた。
校章
中央に校名の頭文字である「石」の文字を配している。
校歌
1966年（昭和41年）制定。作詞は長嶺宏、作曲は海老原直による。歌詞は3番まであり、3番の歌詞中に校名の「石山小」が登場する。
通学区域
「都城市高城町」のうち、「9～12自治公民館」。中学校区は都城市立高城中学校。

## 沿革
- 1874年（明治7年）12月22日 - 石山庄屋跡に「石山小学校」が創立。
- 1886年（明治19年）- 小学校令施行により、簡易科（3年制）を設置の上、「簡易石山小学校」に改称。
- 1889年（明治22年）5月1日 - 町村制施行に伴い、北諸県郡1町（高城）6村（穂満坊、桜木、大井手、石山、有水、四家）の合併により、北諸県郡「高城村」が発足。
- 1890年（明治23年）- 尋常科（4年制）を設置の上、「尋常石山小学校」に改称。
- 1892年（昭和25年）4月 - 「石山尋常小学校」に改称。
- 1908年（明治41年）4月 - 改正小学校令により、尋常科（義務教育年限）が4年制から6年制に改められる。尋常科5年を新設。
- 1909年（明治42年）4月 - 尋常科6年を新設。
- 1910年（明治43年）4月 - 高城尋常高等小学校に統合される。香禅寺地区の児童は有水尋常小学校に転出。

分教場として復活
- 1922年（大正11年）4月 - 石山に「高城尋常高等小学校 第二分教場」が設置される。

独立
- 1925年（大正14年）4月 - 高城尋常高等小学校から分離の上、「石山尋常小学校」として独立。
- 1928年（昭和3年）11月 - 学校後援会が発足。校旗を制定。
- 1932年（昭和7年）12月 - 校舎を増築。
- 1935年（昭和10年）2月 - 校地を拡張。
- 1941年（昭和16年）4月1日 - 国民学校令の施行により、「高城町石山国民学校」に改称。尋常科を初等科に改める。
- 1943年（昭和18年）4月 - 高等科（2年制）を併置。
- 1945年（昭和20年）9月 - 台風により、6教室が倒壊。
- 1946年（昭和21年）6月 - 校舎（6教室）を新築（復旧）。
- 1947年（昭和22年）- 学制改革が行われる（六・三制の実施）。
  - 4月1日 - 国民学校初等科が、新制小学校「高城町立石山小学校」に改組・改称。
  - 5月8日 - 国民学校高等科が、青年学校普通科とともに、新制中学校「高城町立石山中学校」に改組・改称。
  - 12月 - 父母と先生の会を結成。
- 1949年（昭和24年）
  - 3月31日 - 高城町立石山中学校が高城中学校および有水中学校への統合によりわずか2年で閉校。そのため、中学校校舎に小学校が移転。
  - 5月 - 元小学校校舎1棟を移築。
- 1959年（昭和34年）12月 - 学校給食（B型）を実施。
- 1963年（昭和38年）10月 - 学校給食（A型）を実施。
- 1965年（昭和40年）3月 - 体育館が完成。
- 1966年（昭和41年）3月1日 - 校歌を制定。校旗が寄贈される。
- 1970年（昭和45年）
  - 2月 - 鉄筋コンクリート造2階建て新校舎が完成。
  - 3月 - 校門を設置。
- 1972年（昭和47年）9月 - プールが完成。運動場を拡張。
- 1973年（昭和48年）7月 - 補助プールが完成。
- 1974年（昭和49年）10月13日 - 開校100周年記念式典を挙行。
- 1987年（昭和62年）8月 - 校舎（特別教室）・園舎（幼稚園）の増改築が完了。
- 2000年（平成12年）11月 - 新体育館が完成。
- 2006年（平成18年）1月1日 - 都城市への合併により、「都城市立石山小学校」（現校名）に改称。
- 2008年（平成20年）4月 - 特別支援学級を設置。
- 2024年（令和6年）11月17日 - 創立150周年記念式典を挙行。

## 交通アクセス
最寄りの鉄道駅
- JR九州 日豊本線 「山之口駅」・吉都線「東高崎駅」

最寄りのバス停留所
- 高崎観光バス 「石山」停留所

最寄りの幹線道路
- 国道10号「石山小入口」交差点

## 周辺
- 都城市立石山幼稚園
- 都城市立石山児童館
- 石山体育センター
- 石山簡易郵便局
- 石山中方農村公園
- 石山グラウンド